# Saison 1977-1978 du Boucau stade
 (août 2010).
Cette page présente la saison 1977-1978 du Boucau Tarnos stade en championnat de France de rugby à XV de 1re division groupe B.

## Transferts
| Joueur             | Poste      | Destination                 |
| Jean-Luc Fabre     | 2e ligne   | Aviron bayonnais            |
| Hauciart           | pilier     | retour à l'Aviron bayonnais |
| René Alsugurren    | pilier     | US Tyrosse                  |
| Mora               | ailier     | AS Bayonne                  |
| Comets             | ailier     | St Palais                   |
| Parisis            | ailier     | Anglet                      |
| Pierre Désarménien | entraîneur | décédé en cours de saison   |

| Joueur       | Poste         | Destination      |
| Labruquère   | demi de mêlée | Aviron bayonnais |
| José Tiburce | 2e ligne      | Stade toulousain |

## La saison
- Poule 1re Division groupe B : Avignon, Lombez, FC Grenoble, Voiron, St Claude, Coarraze-Nay & Pamiers.

| Adversaires         | Résultats Domicile | Résultats Extérieur |
| SO Voiron           | Gagné 31 à 12      | Perdu 7 à 6         |
| Pamiers             | Gagné 32 à 3       | Gagné 12 à 13       |
| Lombez Samatan Club | Gagné 4 à 3        | Perdu 9 à 0         |
| St Claude           | Gagné 54 à 7       | Gagné 11 à 35       |
| FC Grenoble         | Gagné 19 à 13      | Gagné 15 à 21       |
| Avignon             | Gagné 31 à 10      | Perdu 26 à 6        |
| Coarraze-Nay        | Gagné 80 à 4       | Gagné 12 à 14       |

Fort d'une saison précédente, où ils avaient manqué de peu l'accession en groupe A et d'un collectif performant et stable, les Noirs enregistrent sept victoires d'affilée.
Aussi, dès la 1re journée Voiron est balayé à Piquessary (31 à 12 (6 essais marqués)).
Puis, les Forgerons s'imposent à Pamiers (12 à 13) dans une rencontre "houleuse" (Barragué est expulsé), en inscrivant l'essai décisif à 2 minutes de la fin.
Ensuite c'est Lombez-Samatan qui tombe au Boucau (4 à 3) avant de voir les Noirs l'emporter (11 à 35) à St Claude, sur un terrain où il n'est jamais facile de sortir vainqueur.
Quatre journées et déjà les Boucalais sont premiers avec 3 points d'avance sur le 2e Grenoble qu'ils reçoivent la journée suivante avec une belle victoire à la clés (19 à 13) au terme d'un match engagé.
Puis c'est Avignon, 2e au terme de la 5e journée, qui fait les frais de l'envie Boucalaise en encaissant 3 essais et un 31 à 10 sans contestation possible.
Aussi, au soir de cette 6e journée, le Boucau-Stade est plus que jamais 1er avec 6 points d'avance sur le nouveau 2e : Lombez-Samatan.
Les Hommes de l'entraîneur Désarménien allient confiance, détermination et engagement. Rien ne semble les arrêter.
Et ce n'est pas le dernier match de la phase aller qui va contredire ce sentiment puisque les Noirs enregistrent une 7e victoire de rang en gagnant à Coarraze-Nay (12 à 14) dans un match âpre et disputé.
Mieux, le BS qui a la réputation de ne pas savoir se déplacer, remporte sa 3e victoire à l'extérieur de la saison.
Aussi, c'est un leader incontesté et incontestable, qui au soir de la 7e journée, possède 6 points d'avance sur Avignon.
Le Boucau-Stade se positionne comme LE favori pour la montée en Groupe A et une qualification pour les 16e de finale de 1re Division.
Hélas, alors que tous les voyants sont au vert, le club va être touché de plein fouet par un deuil cruel : la perte de leur entraîneur, Pierre Désarménien.
Ce dernier était une figure du Boucau-Stade.
D'abord, il était le fils d'un des entraîneurs emblématiques du club que tout le monde appelait "Mayenne 1" qui en tant que joueur fut finaliste du Championnat de France junior en 1932 et 1/4 finaliste du Championnat de France de 1re Division en 1939 avec le Boucau-Stade.
Aussi, quand Pierre Désarmenien mis fin à sa carrière de joueur, pour à son tour devenir entraîneur, on lui donna naturellement le surnom de "Mayenne 2".
Demi de mêlée de formation, Pierre Désarménien débuta tout naturellement sa carrière de joueur au boucau-Stade. Par la suite, il joua au SBUC (lors de son service militaire), puis au Stade hendayais avant de revenir dans son club de toujours.
Féru de tactique et excellent meneur d'homme, il savait utiliser la pleine mesure de son équipe afin que celle-ci exprime tous son potentiel.
Aussi, en 1964, il permit aux juniors Reichel du BS d'atteindre les demi-finales du championnat de France de leur catégorie (perdu 14 à 0 contre le Racing club de France).
Suivant ce groupe prometteur en équipe 1re, il atteint les 1/2 Finale du Championnat de France "d'excellence" (terminologie de la 3e Division de l'époque) battu 10 à 8 par Vic Fézensac ce qui permet au BS de s'extirper de la 3e Division (où le club s'était stabilisé depuis 3 ans) pour remonter en 2e Division.
L'année suivante, le groupe de Désarménien, dispute le match de montée en 1re division, face au RRC Nice, perdu 6 à 3 dans un match d'une violence extrême.
Qu'à cela ne tienne, lors de la saison 1969/70, Désarménien atteint la finale de 2e Division (perdu 16 à 14 face à Rodez) et permet au BS de retrouver un niveau que le club n'avait plus atteint depuis 10 ans.
Ayant stabiliser le Boucau-Stade en 1re Division, Désarménien quitte le club en 1972 pour entraîner Poitiers, puis le club voisin de l'AS Bayonne.
Mais en 1976, il revient dans son club de cœur pour lui faire franchir un palier et d'atteindre le Groupe A en essayant utiliser le potentiel d'une génération hors du commun (Championne de France cadets en 1972).
Et vu les résultats en cette saison 1978, le pari de Pierre Désarménien était en passe d'être gagné…
Or, ce dimanche 18 décembre 1977, au terme de la 8e journée de championnat, Pierre Désarménien s'effondra dans le vestiaire du stade de Voiron victime d'une congestion cérébrale avec une attaque d'hémiplégique à l'âge de 44 ans.
La défaite 7 à 6 du BS (la 1re de la saison) fut anecdotique tant l'état de santé de cet entraîneur, aimé et respecté de tous, jovial et à la bonhomie communicative inquiéta tous ceux qui le connaissait.
Hélas, Pierre Désarménien succomba à cette attaque et le 21 décembre 1977, l'église du Boucau ne fut pas assez grande pour accueillir tous ceux qui voulait lui rendre un dernier hommage lors de son enterrement.
Ce fut Michel Lapégue (qui connaissait parfaitement une grande partie du groupe Senior pour avoir été leur entraîneur Champion de France cadet en 1972) qui pris de difficile relais de "Mayenne 2" avec J-J Sanglan.
Pour la 9e journée, le BS reçoit Pamiers.
Dans un avant-match émouvant, une minute de silence est observée par tout un stade rempli d'émotion.
Les Boucalais ne font pas de détail, marquant 6 essais pour une victoire 32 à 3 que Pierre Désarménien aurait très certainement appréciée.
Mieux, les noirs sont toujours 1er avec 4 points d'avance sur le 2e Avignon.
La journée suivante, les Forgerons trébuchent 9 à 0 dans le Gers à Lombez-Samatan. Ils enregistrent leur 2e défaite de la saison mais restent 1er avec 5 points d'avance sur Avignon qui compte 2 matchs de retard.
Puis, lors de la 11e journée, le BS "écrase" St Claude à Piquessary (54 à 17) en inscrivant 9 essais.
Dans la foulée, les noirs l'emportent à Grenoble 15 à 21, et sont toujours 1er de poule. Mais la menace avignonnaise se précise car ces derniers ont enregistré quatre victoires d'affilée.
Aussi, pour le déplacement, dans la Cité des Papes, le BS sait que s'il perd, il devra partager son fauteuil de leader avec son adversaire du jour.
C'est d'ailleurs ce qui se produit, au terme de la 13e journée, où le BS perd 26 à 6 à Avignon, dans un match où ils craquent physiquement en 2e mi-temps.
La 14e et dernière journée est primordiale.
Si le BS l'emporte, lors de la réception de Coarraze-Nay, il terminera 1er de sa poule et montera en Groupe A avec une qualification pour les phases finales à la clé.
En effet, ayant dominé Avignon par 21 points d'écart à Piquessary (lors de la 6e journée) et n'ayant perdu qu'avec 20 points de différence à Avignon, au match retour, les Boucalais sont certains de terminer devant les Vauclusiens.
Il n'y aura pas besoin, au terme de cette dernière journée, d'avoir recours à ces calculs d'apothicaires puisqu'Avignon perd son dernier match quand les Boucalais « laminent » Coarraze-Nay 80 à 4 avec 16 essais inscrits.
Invaincu à domicile, et ayant remporté quatre matchs en déplacement (Coarraze-Nay, Grenoble, St Claude & Pamiers).
Le Boucau-Stade termine 1er de sa poule (avec 2 points d'avance sur Avignon), une place qu'il a occupé de la 1re à la dernière journée, et se voit le droit de monter en groupe A (le plus haut niveau de l'époque).
Mieux, les Noirs se qualifient pour les 16e de finale. Mais à Narbonne, les "Forgerons" perdent, logiquement, 24 à 3 contre US Romans.
| poste            | joueurs                                         |
| 1re ligne        | Gaye, Jimenez, Millox                           |
| 2e ligne         | Francis Réal, Yanci                             |
| 3e ligne         | Larrayos, Mandin, Mays                          |
| demi de mêlée    | Labruquère (puis Ph.Dacharry)                   |
| demi d'ouverture | Leterre                                         |
| 3/4              | M.Dacharry, Fanen, L.Damestoy (cap), H.Damestoy |
| arrière          | Foncillas                                       |

- À noter que cette saison-là, Larrayos, 3e ligne venu de Bayonne, termine meilleur marqueur d'essai du club avec 12 réalisations.
- Le centre "Bob" Damestoy inscrit 10 essais en tout, dont 5 lors du dernier match de poule contre Coarraze-Nay.
- Son frère, l'ailier Henry Damestoy, pour sa part en inscrit 9 et termine 2e meilleur réalisateur du club avec 80 pts.
- Le meilleur marqueur de points du club, est le jeune centre prometteur Jacques Fanen (22 ans (ancien Champion de France Cadets en 1972)) avec 89 points marqués.

## Meilleurs marqueurs de points et d'essais
| classement | Joueur                                                  | Points |
| 1          | Jacques Fanen                                           | 89     |
| 2          | Henry Damestoy                                          | 80     |
| 3          | Larrayos                                                | 48     |
| 4          | Louis Damestoy                                          | 40     |
| 5          | Leterre, Philippe Mandin et Christian Jimenez           | 12     |
| 8          | José Foncillas                                          | 10     |
| 9          | Michel Dacharry, J-M Yanci et Mays                      | 8      |
| 12         | Millox, J-M Destribats, Labruquère et Philippe Dacharry | 4      |

| classement | Joueur                                                  | Essais |
| 1          | Larrayos                                                | 12     |
| 2          | Louis Damestoy                                          | 10     |
| 3          | Henry Damestoy                                          | 9      |
| 4          | Jacques Fanen                                           | 4      |
| 5          | Leterre, Philippe Mandin et Christian Jimenez           | 3      |
| 8          | José Foncillas, Michel Dacharry, J-M Yanci et Mays      | 2      |
| 12         | Millox, J-M Destribats, Labruquère et Philippe Dacharry | 1      |

## Effectif
| Rang | Nom                 | Poste              | parcours                    |
| 1    | Henry Gaye          | Pilier             | formé au club               |
| 2    | Péhau               | 3e ligne           | formé au club               |
| 3    | Labruquère          | Demi de mêlée      | Bayonne                     |
| 4    | Jean-Jacques Millox | Pilier             | formé au club               |
| 5    | Christian Jimenez   | Talonneur          | formé au club               |
| 6    | Francis Réal        | 2e ligne           | formé au club               |
| 7    | José Tiburce        | 2e ligne           | formé au club               |
| 8    | Jean-Michel Yanci   | 2e ligne ou pilier | formé au club               |
| 9    | Hervé Merlaud       | 2e ou 3e ligne     | formé au club puis Mérignac |
| 10   | Jean-Paul Salomon   | 2e ligne           | formé au club               |
| 11   | Michel Larrayos     | 3e ligne           | Bayonne                     |
| 12   | Christian Barragué  | 2e ou 3e ligne     | Bayonne                     |
| 13   | Philippe Mandin     | 3e ligne           | formé au club               |
| 14   | Gérard Novion       | 3e ligne aile      | formé au club               |

| Rang | Nom                  | Poste                     | parcours      |
| 15   | Gérard Valderrey     | Demi de mêlée ou ouvreur  | formé au club |
| 16   | Jean-Louis Leterre   | Ouvreur ou arrière        | Villeneuve 13 |
| 17   | Philippe Dacharry    | Demi de mêlée             | formé au club |
| 18   | Jacques Fanen        | Centre                    | formé au club |
| 19   | Michel Dacharry      | Ailier, centre ou arrière | formé au club |
| 20   | José Foncillas       | Arrière                   | formé au club |
| 21   | Henry Damestoy       | Ailier                    | formé au club |
| 22   | Michel Mays          | 3e ligne aile             | formé au club |
| 23   | Louis Damestoy       | Centre                    | formé au club |
| 24   | Jean-Luc Apaty       | Ailier                    | formé au club |
| 25   | Jean-Marc Destribats | Ailier                    | formé au club |
| 26   | Marquebielle Bernard | centre ou demi de mêlée   | formé au club |

## Les Cadets du Boucau-Stade
La même année, les Cadets A Sont Champion de Côte Basque en battant le Stade montois 13 à 12 à Soustons.
| poste            | joueurs                                        |
| 1re ligne        | Castaing, Sancho, Errecart                     |
| 2e ligne         | Bordes, Sallaberry                             |
| 3e ligne         | Pouy, Ortet, Brouzeng                          |
| demi de mêlée    | J-M Labat                                      |
| demi d'ouverture | Plaisance                                      |
| 3/4              | Duhau, J-P Betbeder, Pierre Peytavin, Gonzalez |
| arrière          | Denis Lesca                                    |
| Remplaçants      | Hureaux, Laffont, Maireles & Greno             |

Par contre, Les Cadets A sont éliminés en 1/4 de finale du Championnat de France 6 à 3 par le Stadoceste tarbais à Orthez (après avoir éliminé le Sport athlétique mauléonais (30 à 0) en 32e, l'Asptt Bordeaux (32 à 0) en 16e et l'US Fumel (21 à 3) en 8e).
En Coupe Coulon, les Cadets A éliminent le CA Bègles (en match de barrage) 12 à 10, puis Castelsarrasin (0 à 0) en 8e, l'US Fumel (3 à 0) en 1/4 de finale, Haut Vallespir (14 à 0) en 1/2 finale et atteignent la finale où ils perdent (14 à 4) contre à Elne à Voiron.
| poste            | joueurs                                        |
| 1re ligne        | Castaing, Sancho, Errecart                     |
| 2e ligne         | Lassus, Sallaberry                             |
| 3e ligne         | Pouy, Ortet, Brouzeng                          |
| demi de mêlée    | J-M Labat                                      |
| demi d'ouverture | Didier Pouyau                                  |
| 3/4              | Duhau, J-P Betbeder, Pierre Peytavin, Gonzalez |
| arrière          | Denis Lesca                                    |

Quant aux Cadets B, ils atteignent, cette saison, la finale du Comité Côte-Basque, où ils sont battus 7 à 3 par St Paul lès Dax (dans cette équipe on trouve M.Lassalle, Y.Condom, Lissart, Pouyau, Lapébie & Dartigoueyte)
Par la suite, 14 de ces Cadets (A & B confondus) joueront régulièrement en équipe 1re du BS en 1reDivision dans les années 1980 : Errecart, Sancho, Pouy, Labat, Pouyau, Duhau, Betbeder, Gonzalez, P.Peytavin, Lesca, M.Lassalle, Y.Condom, Lissart, Lapébie & Datigoueyte.
Pouyau fut, par la suite, Champion de France avec le RCF en 1990. Labat, P.Peytavin & Gonzalez jouèrent aussi à l'Aviron bayonnais en 1re Division.